# Procedimiento de rastreo de Békésy
El Procedimiento de rastreo de Békésy es una técnica usada en audiometría para detectar si existe una pérdida auditiva y para establecer el umbral del paciente para distintas frecuencias. Consiste en avanzar automática y gradualmente la frecuencia de la señal o el tono de prueba.
En el procedimiento, el sujeto mantiene oprimido un botón al escuchar cierto tono, con lo cual se va reduciendo gradualmente la intensidad del tono hasta que ya no es audible, cuando el sujeto deja de oprimir el botón, aumenta gradualmente la intensidad del tono hasta que el sujeto lo vuelve a escuchar y oprime el botón. Por lo tanto, la intensidad del tono tiende a variar alrededor del umbral del sujeto con cada frecuencia.
El resultado de este procedimiento queda trazado por un marcador de tinta que se mueve a lo largo de una hoja de papel. Esta gráfica sirve para detectar brechas tonales, que son intervalos estrechos de frecuencias que resultan inaudibles para el sujeto.